# 遠鉄タクシー
遠鉄タクシー株式会社（えんてつタクシー、英: Entetsu-Taxi Co., Ltd. ）は、遠鉄グループの企業の一つ。

## 概要
タクシー事業を展開し、事業エリアは浜松市・磐田市・袋井市・掛川市・菊川市・湖西市などである。なお、天竜川（浜松市）以西と天竜川（磐田市）以東では配車が異なる。
介護タクシーや買い物代行サービスなどのサービスも手がけており、地域の中ではシェアも高い。遠タクの愛称がある。
また、従来の観光タクシーのほかに近年では井伊直虎をあしらった井伊直虎号の運行や、おすすめの浜松餃子店を巡る遠鉄餃子タクシーの運行など積極的に展開されており、浜松クリスマスマーケット２０１８とのタイアップ車両などイベント類とのタイアップ車両も運行している。
このほか、女性乗務員の積極採用や、NTTドコモ東海支社と共同でのAIタクシー実証実験などを行っている。

## 沿革
- 1951年（昭和26年）5月 - 遠州タクシーとして会社設立。
- 1961年（昭和36年）1月 - 遠鉄グループ傘下となる。
- 1965年（昭和40年）3月 - 現社名に社名変更。
- 1978年（昭和53年）2月1日 - 舘山寺タクシーを合併。
- 1992年（平成4年）12月 - 浜松北営業所を廃止。
- 2002年（平成14年）7月 - 遠鉄観光タクシーを合併
- 2004年（平成16年） - 遠鉄天竜タクシーを合併。
- 2005年（平成17年） - 遠鉄中遠タクシーを合併。
- 2011年（平成23年）6月 - 舘山寺温泉営業所を廃止。[6]
- 2013年（平成25年）4月1日 - 遠鉄交通の配車を統合。[7]
- 2014年（平成26年）4月1日 - 遠鉄交通を合併し、西部営業所を浜松西営業所へ、東部営業所を遠鉄交通丸塚営業所に統合して浜松東営業所へ、遠鉄交通本社営業所を浜松南営業所へ改称。遠鉄交通湖西営業所はそのまま遠鉄タクシー湖西営業所となる。[8]
- 2014年（平成26年）10月1日 - 遠州鉄道よりバス路線である湖西入出線（旧:浜名線入出系統）・滝沢にこにこバス・細江みをつくしバスの移管を受ける。
- 2015年（平成27年）3月 - 細江営業所を浜松西営業所へ統合の上、佐鳴台から湖東町へ移転。[6]
- 2024年（令和6年）9月30日 - 湖西市コミュニティバス「コーちゃんバス」鷲津循環線がこの日をもって運行終了する。湖西市での受託路線がなくなる。

## 営業所
- 本社営業所（浜松市中央区上島）
- 浜松東営業所（浜松市中央区丸塚町）
- 浜松西営業所（浜松市中央区湖東町）
- 浜松南営業所（浜松市中央区上浅田）
- 浜北営業所（浜松市浜名区小林）
- 磐田営業所（磐田市鳥之瀬）
- 湖西営業所（湖西市古見）

## バス事業
バス事業に関しては、従来は浜松市自主運行バスの運行受託が主体であったが、現在は浜松市自主運行バス以外にも鷲津循環線を運行している。

### 浜松市自主運行バス
- 滝沢にこにこバス
- いなさみどりバス
- 細江みをつくしバス
- 天竜ふれあいバス
- 龍山ふれあいバス
- 春野ふれあいバス

これら路線では基本的にワゴン車を使用している。ただし、デマンド方式を採用する便に関しては予約状況によってはタクシー型車両を用いる場合もある。
路線詳細は浜松市自主運行バスを参照のこと。

### 湖西市自主運行バス
- 湖西入出線（こさいいりでせん）

遠鉄タクシーでは湖西入出線としているが、湖西市自主運行バスとしては浜名線と案内される。
この路線は遠鉄バス浜名線入出系統を引き継いだものである。
運行形式としては運行委託に近い形をとっており、車両は遠鉄タクシーの所属であるものの運行管理は遠州鉄道のバス営業所である浜松西営業所に委託されている。
車両も浜松市自主運行バス受託路線とは異なり中型バスが用いられている。以前はいすゞ・ジャーニーKU-LR332J（2228号車）が用いられていたが、現在は日野・レインボーHRKK-HR1JEEE（905号車）が使用されている。いずれの車両も親会社の遠州鉄道から移籍してきた車両である。
2228号車では方向幕は白ステッカーで塞がれ使用されていなかったが、905号車では方向幕が使用されている。方向幕の仕様は遠鉄バス浜名線入出系統時代とは文字色をはじめ異なっている。
当路線ではナイスパスの使用が可能。また、遠鉄バスの旧運賃体系を引き継いでいる為現行の遠鉄バスの運賃体系とは一部で異なっている。なお、浜松バスなどと共に初乗り運賃は全線で100円となっている。
2018年に路線再編が行われ、当路線は湖西病院～正太寺間は入出新所鷲津線（現：知波田入出線）、湖西病院～新弁天間は白須賀新居鷲津線当（現：新居鷲津線）にそれぞれ編入した。知波田入出線、新居鷲津線共に浜松バスが運行受託している。
2024年10月1日改正で、当路線が廃止された。
- 鷲津循環線（わしづじゅんかんせん）

当路線の詳細は湖西市コミュニティバス「コーちゃんバス」を参照のこと。

## デマンド型乗合タクシー
磐田市、袋井市、湖西市より受託運行を行っている。平日のみ運行。土日祝日と年末年始は運休。利用者登録を行い、乗車前には電話での事前予約が必要。
- 磐田市（お助け号）
  - 磐田中央線：今之浦・中泉・見付地区
  - 磐田東部線：田原・西貝・御厨・南御厨地区
  - 磐田南部線：於保・天竜・長野地区
  - 磐田北部線：岩田・大藤・向笠地区
  - 豊岡線（ごんタク）：豊岡地区
  - 豊田線：豊田地区
  - 福田線（ふくタク）：福田地区
  - 竜洋線（竜タク）：竜洋地区
- 袋井市
  - 法多線（遠鉄バス法多線の廃止代替。）
  - 宇刈地区
  - 浅羽西地区
  - 浅羽南地区
- 湖西市（コーちゃんタクシー）
  - 入出・新所・知波田地区
  - 岡崎地区
  - 白須賀地区
  - 鷲津地区
  - 新居地区

## 車両

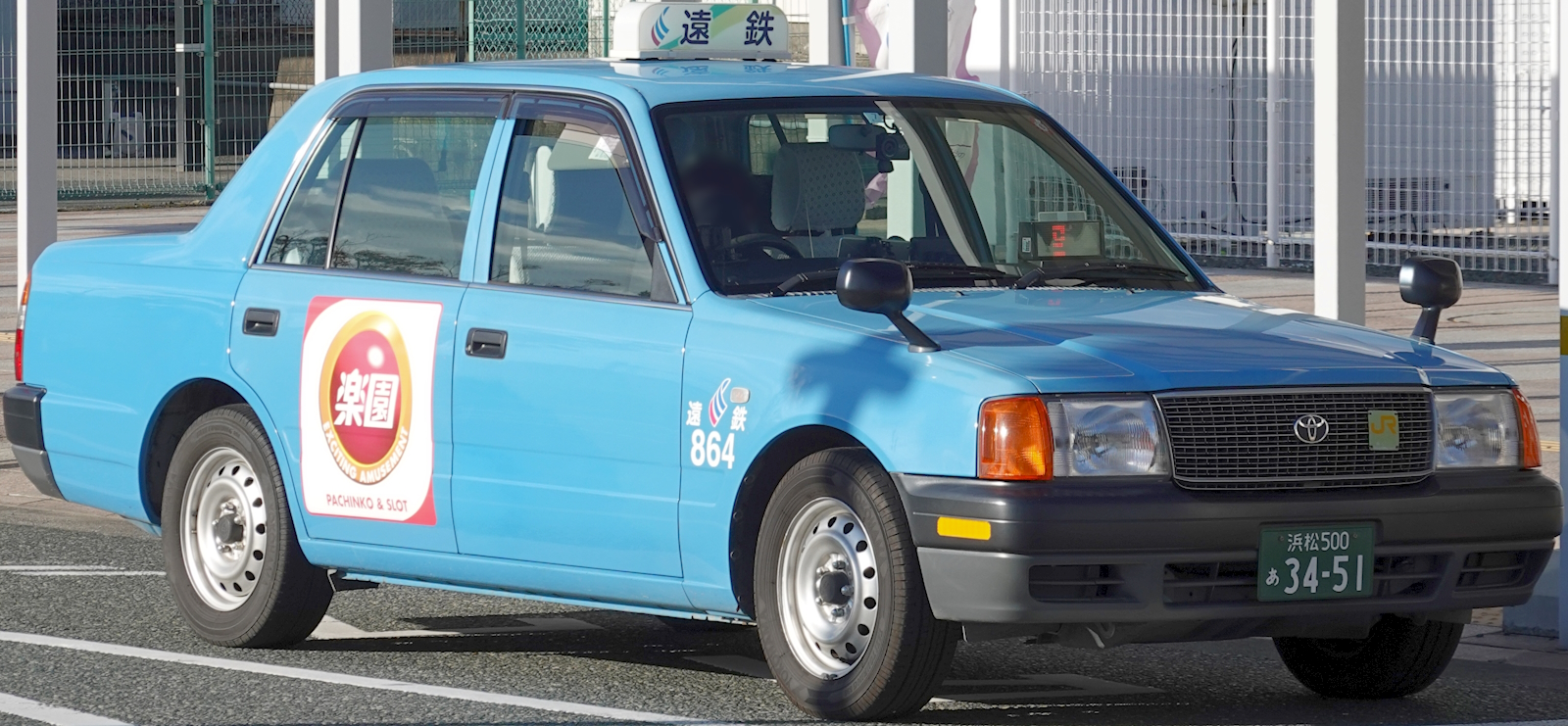
遠鉄タクシーのコンフォート

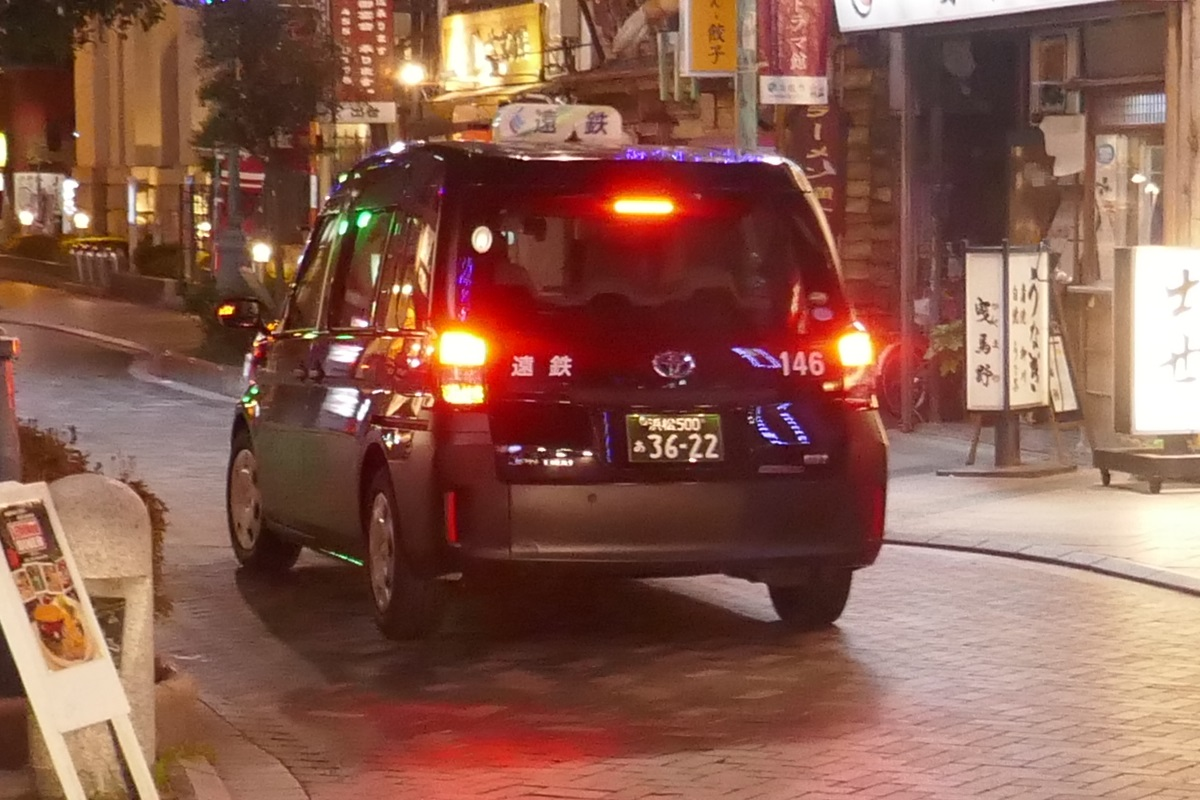
遠鉄タクシーのジャパンタクシー（リア）

バス部門の所属車両を除く。遠鉄タクシーではハイブリッド車両を積極的に導入しており、以前はプリウスが主体に導入されていたが、現在はジャパンタクシーを主体に導入している。
車両数
- 554両

車種
主要車種のみ記載。
- ジャパンタクシー
- バネット
- プリウス
- コンフォート
- クラウン
- クラウンコンフォート
- ヴェルファイア
- ハイエース
- ノア

以前、クルーも少数導入された。